# Ley 32108
La Ley 32108 o Ley que modifica el Código Penal, Decreto Legislativo 635; la Ley 30077, Ley contra el crimen organizado; y la Ley 27379, Ley de procedimiento para adoptar medidas excepcionales de limitación de derechos en investigaciones preliminares, a fin de determinar las características concurrentes para la tipicidad de una organización criminal, conocida por sus críticos como Ley Pro-Crimen, es una legislación peruana aprobada por el Congreso de la República y promulgada el 9 de agosto del 2024. Fue propuesta por Waldemar Cerrón, de Perú Libre. La ley establece una nueva tipificación del delito de organización criminal, además de modificar aspectos relacionados al allanamiento de inmuebles, lo que ha originado diversos cuestionamientos en el marco de la crisis de seguridad vivida en el Perú.

## Historia

### Aprobación
El 29 de septiembre de 2023, el congresista por Perú Libre, Waldemar Cerrón, presentó la propuesta para la modificación de la Ley de crimen organizado, llegando cuatro días después a la Comisión de Justicia. El 14 de mayo, dicha comisión, presidida por el perulibrista Américo Gonza, aprobó el dictamen para que dicha propuesta sea debatida en el pleno del congreso. En dicho dictamen, se recogieron las opiniones del Ministerio de Justicia y Derechos Humanos (MINJUSDH), el Ministerio del Interior (MININTER) y el Ministerio Público, quienes consideraron que la propuesta no era viable.
El 30 de mayo de 2024, el congreso aprobó en primera instancia las modificaciones con respecto a la Ley de crimen organizado. Las bancadas de Perú Libre, Bloque Magisterial, Perú Bicentenario, Alianza para el Progreso, Podemos Perú y Honor y Democracia votaron a favor. Los parlamentarios de Cambio Democrático-Juntos por el Perú votaron en contra. A pesar de que algunos congresistas fujimoristas votaron a favor, la mayoría de la bancada de Fuerza Popular votó en abstención, igualmente sucedió en la bancada de Avanza País. El 4 de julio, la Comisión Permanente del congreso aprobó en segunda votación el dictamen de ley, con 12 votos a favor, 9 abstenciones y 3 en contra, recibiendo dicha ley el respaldo de Perú Libre, Bloque Magisterial, Podemos Perú, Honor y Democracia y Avanza País.
El ejecutivo, presidido por Dina Boluarte, recibió la autógrafa de ley el 15 de julio. En dicha fecha, el MINJUSH emitió un informe determinando que dicha ley era viable «con observaciones». La Dirección General de Asuntos Criminológicos elaboró un informe donde consideraba como no viable dicha ley. A pesar de ello, el ejecutivo no observó la ley, siendo promulgada por el congreso.

### Propuestas de derogación o modificación
La referida ley generó diversas controversias debido a que fue señalada por sus críticos como facilitadora del crimen, siendo considerada como la principal responsable del incremento de los casos de extorsión a diversos sectores, entre ellas el sector de transporte que entró en estado crítico y motivó movilizaciones. De hecho, el juez Jorge Chávez Tamariz, que se negó a aplicarla en el caso de los hermanos Vladimir y Waldemar Cerrón, afirmó que contravino la Convención de Palermo que Perú firmó. Ante esta situación, se presentaron ante el congreso alrededor de 8 propuestas para modificar o derogar dicha ley.
El 16 de octubre de 2024, se puso a votación el texto sustitutorio presentado por el perulibrista Issac Mita, presidente de la Comisión de Justicia, aprobándose la modificación de la Ley 32108 con 81 votos a favor, 23 en contra y 8 abstenciones. Previo a la votación, se rechazó una cuestión presentada por Arturo Alegría, de Fuerza Popular, para reducir de 5 a 4 años la pena efectiva en su extremo mínimo. Además, se exoneró de una segunda votación. Las bancadas que votaron a favor fueron Fuerza Popular, Perú Libre (con excepción de uno que votó en contra y otro que votó en abstención), Renovación Popular, Alianza para el Progreso, Acción Popular, Avanza País (con una abstención), Somos Perú, Podemos (con un voto en contra). Se opusieron Cambio Democrático-Voces del Pueblo, la Bancada Socialista (con una abstención) y el Bloque Democrático (con una abstención). El 18 de octubre, el gobierno de Boluarte promulgó las modificatorias.

## Disposiciones
La Ley 32108 realizó las siguientes modificaciones:
| Modificatorias | Previo | Ley 32108 | Modificatoria del 16 de octubre |
| --- | --- | --- | --- |
| Artículo 317 del Código Penal, Decreto Legislativo 635                                                                   | El que promueva, organice, constituya, o integre una organización criminal de tres o más personas con carácter estable, permanente o por tiempo indefinido, que, de manera organizada, concertada o coordinada, se repartan diversas tareas o funciones, destinada a cometer delitos será reprimido con pena privativa de libertad no menor de ocho ni mayor de quince años y con ciento ochenta a trescientos sesenta y cinco días – multa, e inhabilitación conforme al artículo 36, numerales 1), 2), 4) y 8). | Se considera organización criminal a todo grupo con compleja estructura desarrollada y mayor capacidad operativa compuesto por tres o más personas con carácter estable, permanente o por tiempo indefinido que, de manera concertada y coordinada, se reparten roles correlacionados entre sí, para la comisión de delitos graves sancionados con pena privativa de libertad mayor de seis años, con el fin de obtener, directa o indirectamente, el control de la cadena de valor de una economía o mercado ilegal, para obtener un beneficio económico. | Se considera organización criminal a todo grupo con compleja estructura desarrollada y mayor capacidad operativa compuesto por tres o más personas con carácter permanente o por tiempo indefinido que, de manera concertada y coordinada, se reparten roles correlacionados entre sí, para la comisión de delitos de extorsión, secuestro, sicariato y otros delitos sancionados con pena privativa de la libertad igual o mayor a cinco años en su extremo mínimo, con el fin de obtener, directa o indirectamente, un beneficio económico u otro de orden material. |
| Numeral 5 del artículo 2 de la Ley 27379                                                                                 | Levantamiento del secreto bancario y de la reserva tributaria. El Fiscal Provincial, si decide solicitar estas medidas al Juez Penal, explicará las razones que justifiquen la necesidad de su imposición. El Juez Penal las acordará si resultan necesarias y pertinentes para el esclarecimiento de los hechos objeto de investigación. En el caso de levantamiento del secreto bancario, la orden comprenderá las cuentas vinculadas con el investigado, así no figuren o estén registradas a su nombre. El Fiscal podrá solicitar al Juez el bloqueo e inmovilización de las cuentas. Esta última medida no puede durar más de quince días y, excepcionalmente, podrá prorrogarse por quince días más, previo requerimiento del Fiscal Provincial y resolución motivada del Juez. En el caso del levantamiento de la reserva tributaria, la orden podrá comprender las empresas o personas jurídicas que por cualquier razón están vinculadas al investigado y consistirá en la remisión al Fiscal de información, documentos o declaraciones de carácter tributario. | Levantamiento del secreto bancario y de la reserva tributaria. El fiscal provincial si decide solicitar estas medidas al juez penal, explica las razones que justifiquen la necesidad de su imposición. El juez penal acuerda si resultan necesarias y pertinentes para el esclarecimiento de los hechos objeto de investigación. En el caso de levantamiento del secreto bancario, la orden comprende las cuentas vinculadas con el investigado, así no figuren o estén registradas a su nombre. El fiscal puede solicitar al juez penal el bloqueo e inmovilización de las cuentas, con excepción de aquellos ingresos pensionarios y tratándose de ingresos laborales acreditados concordante con el numeral 6 del artículo 648 del Código Procesal Civil y lo relacionado con los bienes y activos de las organizaciones políticas legalmente reconocidas. Este bloqueo e inmovilización no puede durar más de quince días y, excepcionalmente, puede prorrogarse por quince días más, previo requerimiento del fiscal provincial y resolución motivada del juez penal. | - |
| Numeral 7 del artículo 2 de la Ley 27379                                                                                 | Allanamiento de inmuebles o lugares cerrados fuera de los casos de flagrante delito o de peligro inminente de su perpetración, siempre que existan motivos razonables para ello. Esta medida está destinada a registrar el inmueble y puede tener como finalidad la detención de personas o la realización de los secuestros o incautación de bienes vinculados al objeto de investigación. La solicitud y la resolución judicial indicarán expresamente la finalidad del allanamiento y registro. | Allanamiento de inmuebles o lugares cerrados fuera de los casos de flagrante delito o de peligro inminente de su perpetración, siempre que existan motivos razonables y suficientes elementos probatorios para ello. La medida está destinada a registrar el inmueble y, de ser el caso, a su incautación. El registro se realiza con presencia del interesado y de su abogado. De no contar con abogado, se le proporcionará uno de oficio. La solicitud y la resolución judicial indicarán expresamente la finalidad del allanamiento y registro. | Allanamiento de inmuebles o lugares cerrados fuera de los casos de flagrante delito o de peligro inminente de su perpetración, siempre que existan motivos razonables para ello. Esta medida está destinada a registrar el inmueble y puede tener como finalidad la detención de personas o la realización de los secuestros o incautación de bienes vinculados al objeto de investigación. Para la ejecución de la medida, el fiscal convocará a la defensa pública para que esté presente desde el inicio del allanamiento, bajo responsabilidad funcional. Si durante registro e incautación el investigado está presente y manifiesta su deseo de contar con un abogado de su elección, ello no suspenderá la ejecución de la orden judicial, la misma que continuará ejecutándose con la presencia de la defensa pública hasta que se haga presente en el lugar el abogado defensor particular del investigado. La solicitud y la resolución judicial indicarán expresamente la finalidad del allanamiento y registro y la presencia de la defensa pública. |
| Numeral 3 del artículo 216 de la Ley 32130 (publicado el 10 de octubre de 2024, luego de la publicación de la Ley 32108) | La diligencia se circunscribirá a lo autorizado, redactándose acta. Durante su desarrollo se adoptarán las precauciones necesarias para preservar la reputación y el pudor de las personas que se encuentren en el local allanado. Asimismo, para no generar indefensión en el imputado, el registro se inicia con participación de un abogado defensor de su elección, o de no llegar este en un tiempo razonable, con la presencia del defensor público que se haya consignado. El Fiscal en la solicitud de allanamiento consigna la asistencia de un defensor público para el desarrollo de la diligencia. El Juez en su resolución autoritativa dispone la presencia de este. | - | La diligencia se circunscribirá a lo autorizado, redactándose acta. Durante su desarrollo se adoptarán las precauciones necesarias para preservar la reputación y el pudor de las personas que se encuentren en el local allanado. El registro e incautación se llevará a cabo con o sin la presencia del investigado y con la presencia obligatoria de un abogado de la defensa pública, el mismo que deberá estar presente desde el inicio de la ejecución de la medida bajo responsabilidad funcional. Si el investigado está presente y manifiesta su deseo de contar con su abogado defensor particular, ello no suspenderá la ejecución de la orden judicial, la misma que continuará ejecutándose con la presencia del abogado de la defensa pública hasta que se haga presente en el lugar el abogado defensor particular del investigado. |